# Schloss Wijnendale

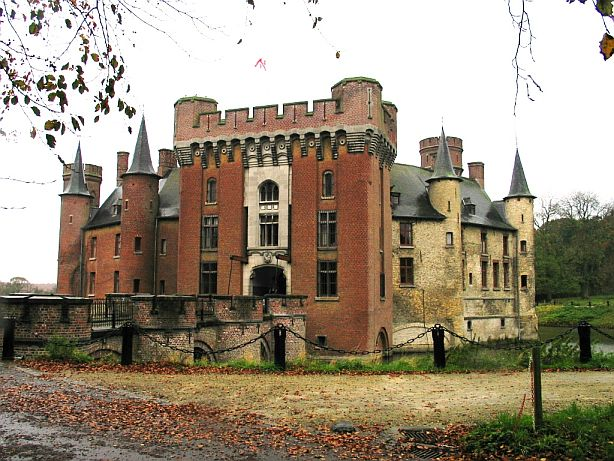
Schloss Wijnendale

Schloss Wijnendale ist ein historisch bedeutendes Schloss in der Nähe von Wijnendale in Westflandern. Das heutige Schloss ist größtenteils eine Rekonstruktion aus dem 19. Jahrhundert, aber ein Teil des Nordflügels stammt noch aus dem 15. Jahrhundert. Ein Flügel wird von den gegenwärtigen Besitzern bewohnt, in einem anderen ist ein Museum untergebracht.

## Geschichte

### Grafen von Flandern und Namur
Das erste Schloss wurde von Robert I., Graf von Flandern am Ende des 11. Jahrhunderts erbaut und für militärische Operationen genutzt.
Im 12. und 13. Jahrhundert wurde Wijnendale reguläre Residenz der Grafen von Flandern und für Philipp I. im Besonderen. 1297 wurde hier ein Vertrag zwischen Guido I. und Eduard I. von England unterzeichnet. 1298 ging das Schloss an die Grafen von Namur. In den Jahren 1302 und 1325 wurde das Schloss belagert und beschädigt. Es ist wahrscheinlich, dass Blanche von Namur hier sowohl aufwuchs als auch ihren späteren Ehemann Magnus II. (Schweden) kennenlernte.

### Grafen von Burgund, Kleve und Ravenstein

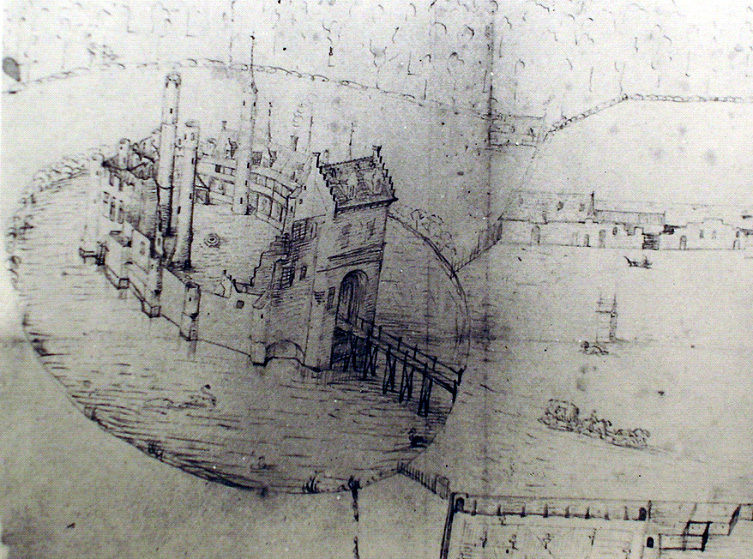
Zeichnung der halb zerstörten Burg (von 1612)

Nach einer Periode der Vernachlässigung verkaufte Graf Johann III. von Namur das Lehen und Schloss 1407 an Johann Ohnefurcht, Graf von Burgund, der es drei Jahre später seinem Schwiegersohn Adolf II. von Kleve als Mitgift überließ.
1463 geht das Schloss in den Besitz der Herren von Ravenstein, einer Nebenlinie des Hauses Kleve, über. Adolf von Kleve und sein Sohn Philipp von Kleve-Ravenstein bauten das Schloss in einen schönen Herrensitz um. Adolf war mit einer leiblichen Muhme und Kinderfrau von Maria von Burgund verheiratet, die von Zeit zu Zeit in Wijnendale lebte, genau wie ihr Sohn Philipp I. von Kastilien. 1482 verunglückte die schwangere Maria von Burgund bei der Falkenjagd bei Wijnendale, wo sie vom Pferd fiel, drei Wochen später starb sie bei einer Fehlgeburt später im Brügger Prinzenhof. Ihr Tod veränderte die Geschichte der Niederlande. Mit ihrem autoritären Ehemann Maximilian I. begann die mehr als 300-jährige Herrschaft der Habsburger. 1528 kam Wijnendale wieder zur Hauptlinie des Hauses Kleve. Deren Verwandte Karl V. und Maria von Kastilien hielten sich mehr als einmal in dem Schloss auf.
In der zweiten Hälfte des 16. Jahrhunderts verloren die Grafen das Interesse an ihren flämischen Besitztümern und 1578 wurde ein Teil des Schlosses von den Protestanten niedergebrannt.

### Grafen von Pfalz-Neuburg
1609 starb Johann Wilhelm von Jülich-Kleve-Berg kinderlos. Das Lehen ging nach dem Jülich-Klevischen Erbfolgestreit im Vertrag von Xanten an einen der Sieger, Wolfgang Wilhelm von Pfalz-Neuburg. Diese Übertragung wurde 1666 durch den Geheimen Rat in Brüssel und durch den Vertrag von Kleve bestätigt.
Während der zahlreichen Angriffe Ludwigs XIV. auf Flandern wurde Wijnendale mehrmals durch durchziehende Truppen besetzt und 1690 schwer beschädigt, als französische Truppen einen Teil des Schlosses in die Luft sprengten. 1699/1700 baute Johann Wilhelm von der Pfalz das Schloss wieder auf.
Am 28. September 1708 fand in Wijnendale eine Schlacht zwischen französischen und alliierten Truppen statt, die von den Alliierten gewonnen wurde. Dabei wurde das Schloss nicht beschädigt. Im 17. und 18. Jahrhundert wurde das Schloss von einem Gouverneur bewohnt, während die Grafen von Pfalz-Neuburg in Deutschland wohnten. In der Mitte des 18. Jahrhunderts baute Karl Theodor Straßen in Westflandern, um den Handel zu beleben, mit Wijnendale als Zentrum.

### Französische und niederländische Periode

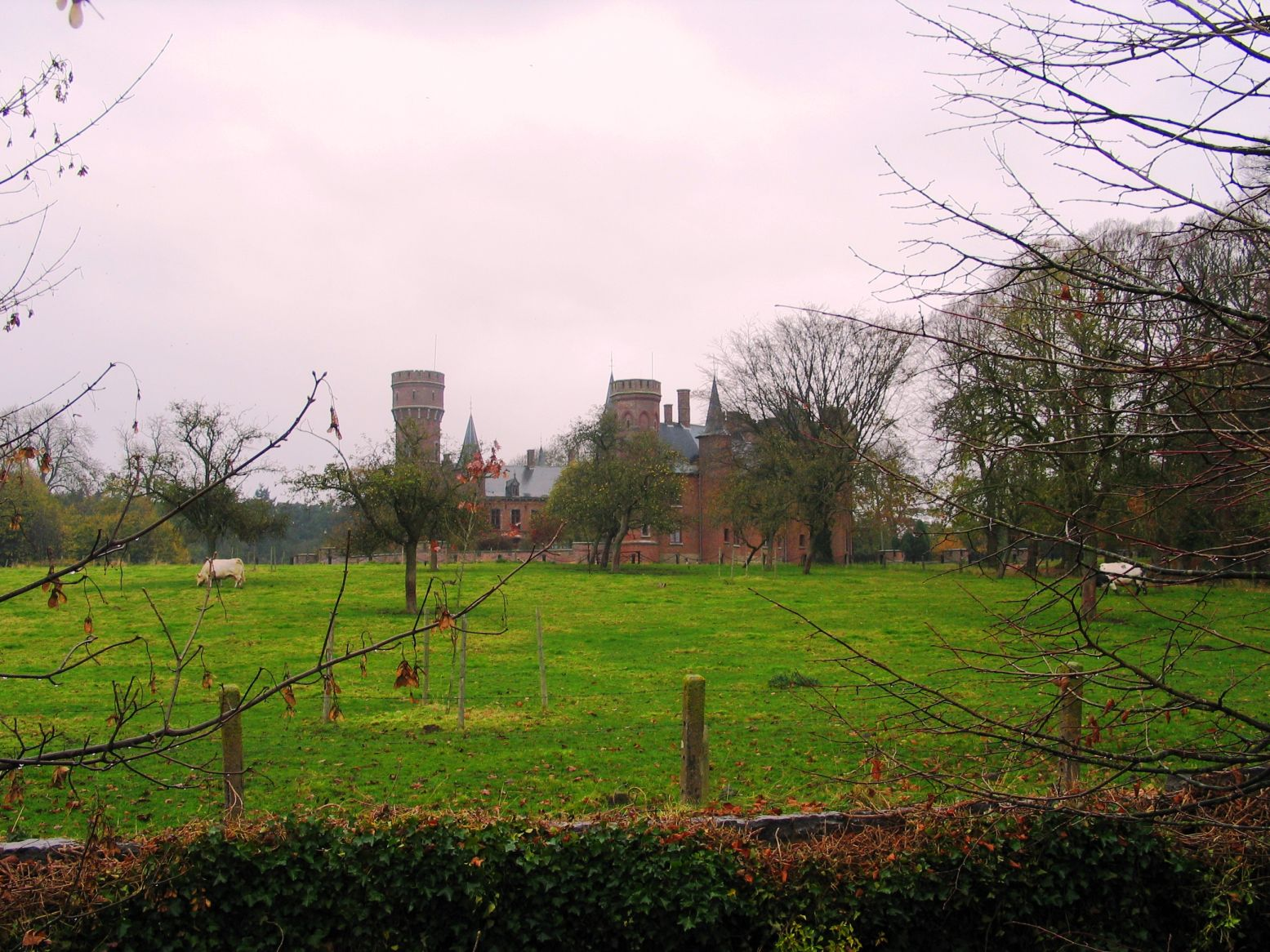
Landschaft um Schloss Wijnendale

1792 besetzten französische Revolutionstruppen die Österreichischen Niederlande und beendeten das Feudalsystem. Karl Theodor ließ den Inhalt des Schlosses in seine Residenzen in Düsseldorf, Mannheim und München transportieren. Das Schloss wurde Eigentum des französischen Staates. 1811 wurde das Schloss von französischen Truppen so schwer beschädigt, dass nur Ruinen übrig blieben.
Während der niederländischen Periode wurde die Domäne an eine wallonische Industriegruppe verkauft, die alle Bäume fällen ließ, bevor sie bankrottging.
- Siehe auch Torhout, Sehenswürdigkeiten (Geschichte 20. Jahrhundert)